# فلوران توفان
فلوران تريستان ماريانو توفان (بالفرنسية: Florian Tristan Mariano Thauvin) ويعرف اختصاراً بـ«فلوران توفان» هو لاعب كرة قدم فرنسي محترف من مواليد 26 يناير 1993 في مدينة أورليان في فرنسا، يلعب حالياً لصالح نادي أودينيزي في الدوري الإيطالي.

وقد سبق له اللعب في عدّة أندية فرنسية، بداية من نادي غرونوبل الذي لعب له في بداية مسيرته الاحترافية، ثم تنقّل داخل فرنسا بين نادي باستيا، ليل ثمّ فترة إعارة مع باستيا مجدّداً، ثمّ انضمّ في عام 2013 لنادي الجنوب الفرنسي أولمبيك مرسيليا، وأمضى معه سنتين قبل أن يخوض تجربة احترافية مع نادي نيوكاسل يونايتد الإنجليزي لم تُكلّل بالنجاح. عاد بعدها لمرسيليا معاراً أولاً ثمّ بشكل تامّ في عام 2016.

على الصعيد الدولي لعب توفان في الفئات السنية لمنتخبات فرنسا، بدءاً من منتخب فرنسا تحت 18 سنة، مروراً بمنتخبي منتخب أقلّ من 19 سنة، وأقلّ من 18 سنة، وانتهاء بأقلّ من 21 سنة.

## وصلات خارجية
- فلوران توفان على موقع الاتحاد الدولي (مؤرشف)  (الإنجليزية)
- فلوران توفان على موقع الاتحاد الأوربي (الإنجليزية)
- فلوران توفان على موقع رابطة كرة القدم الفرنسية للمحترفين (الإنجليزية)
- فلوران توفان على موقع إي إس بي إن إف سي (الإنجليزية)
- فلوران توفان على موقع قاعدة بيانات كرة القدم.إي يو (الإنجليزية)
- فلوران توفان على موقع ليكيب (الفرنسية)
- فلوران توفان على موقع ناشيونال فوتبول تيمز (الإنجليزية)
- فلوران توفان على موقع Soccerbase.com (لاعب) (الإنجليزية)
- فلوران توفان على موقع Soccerway.com (الإنجليزية)
- فلوران توفان على موقع عالم كرة القدم.نت (الإنجليزية)

فلوران توفان - صفحة اللاعب على موقع كووورة 